# Pascalzim
O Pascalzim é um ambiente de desenvolvimento integrado e um compilador para a linguagem de programação Pascal desenvolvido no Departamento de Ciências da Computação da Universidade de Brasília concebido para fins educacionais.
O Pascalzim implementa um subconjunto da linguagem Pascal e contém recursos muito utilizados por iniciantes no estudo dessa linguagem. O arquivo de ajuda que acompanha o produto especifica as instruções suportadas.
O Pascalzim é amplamente utilizado em universidades e citado em encontros e congressos.

## Algumas características do Pascalzim
- Suporta os tipos predefinidos integer, char, boolean, real e string.
- Permite a utilização dos seguintes tipos estruturados: vetor (array), registro (record), enumeração, conjunto (set) e ponteiro.
- Permite o uso de arquivos no formato texto (text) e binário (file of).
- Admite constantes inteiras, reais, lógicas e literais;
- Reconhece os seguintes operadores:
- Aritméticos: +, -, *, /, div, mod;
- Lógicos: not, and, or, xor;
- Condicionais: =, <>, >, >=, <, < =
- Conjuntos: =, <>, +, -, *, <=, > =
- Reconhece os seguintes comandos:
  - Comandos de atribuição;
  - Estruturas de repetição: for.. to, for.. downto, repeat, while;
  - Estruturas condicionais: case, if.. then, if.. then.. else;
  - Comandos para manipulação de arquivos: append, close, open, reset, rewrite, seek, filesize e filepos;
  - Comandos para manipulação de ponteiros: dispose, new;
  - Comandos para entrada e saída de dados: read, readln, write, writeln;
  - Outros: break, clrscr, continue, cursoron, cursoroff, dec, delay, delete, exit, gotoxy, inc, insert, readkey, randomize, str, textcolor, textbackground, val, with;
- Reconhece as funções abs, arctan, chr, concat, copy, cos, eof, eoln, exp, frac, filesize, filepos, int, ioresult, keypressed, length, ln, odd, ord, pos, pred, random, readkey, round, seek, sin, sqr, sqrt, str, succ, trunc, upcase, wherex, wherey, clreol, delline, highvideo, insline, lowvideo, normvideo e window;
- Reconhece as constantes pré-definidas maxint e pi;
- Permite a definição de funções e procedimentos, suportando:
  - Recursividade;
  - Aninhamento;
  - Passagem de parâmetros por valor e/ou referência;
- Permite o uso de unidades definidas pelo usuário (uses);
- Inclui um subconjunto da biblioteca graph.
- Trabalha com units.

## Limitações
- Não reconhece diretivas de compilação;
- Suporta pouca memória comparado a outros compiladores.